# 1996年3月逝世人物列表
1996年逝世人物列表：1月 - 2月 - 3月 - 4月 - 5月 - 6月 - 7月 - 8月 - 9月 - 10月 - 11月 - 12月
1996年3月逝世人物列表，是用於匯總1996年3月期間逝世人物的列表。

## 依日期排序

### 1日
- 馬里-海倫郡主·德·羅斯柴爾德，68歲，法國社交名媛。
- 維吉利奧·費利拿，80歲，葡萄牙作家、散文家和教授。[1]
- 大衛·格布哈德，68歲，美國建築歷史學家。[2]
- 阿卜杜勒·加尼·汗，82歲，巴基斯坦詩人，藝術家，作家和政治家。
- 蘇茜·夏普，88歲，美國法學家，北卡羅來納州最高法院第一位女性首席大法官。[3]
- 唐·史密斯，75歲，美國籃球運動員[4]
- 吳回，82歲，香港電影導演、作家和演員。

### 2日
- 雅各布·馬吉魯塔，61歲，多明尼加共和國副總統，死於肺癌。
- 塞萊斯廷·德爾默，89歲，法國足球運動員。
- 納西姆·希賈齊，81歲，巴基斯坦作家。
- 何塞·洛佩斯·盧比奧，92歲，西班牙電影導演。[5]
- 萊爾·塔爾博特，94歲，美國演員[6]

### 3日
- 玛格丽特·杜拉斯，81歲，法國作家和電影導演[7]
- 倫道夫·哈丁，81歲，加拿大政治家。
- 沃爾特·卡登，76歲，德國工程師。
- 約翰·克羅爾，85歲，美國天主教紅衣主教。[8]
- 萊奧·馬萊特，86歲，法國作家。[9]
- 邁耶·夏皮羅，91歲，美國藝術史學家。[10]
- 米爾特·伍達德，84歲，美國體育作家和體育主管。

### 4日
- 貝倫格·布拉德福德，83歲，英國陸軍軍官。[11]
- 泰德·科德納，77歲，澳大利亞足球運動員。
- 恩里科·庫奇，30歲，義大利足球運動員，死於癌症。
- 米妮·珀爾，83歲，美國喜劇演員和鄉村歌手[12]
- 約翰·紹爾，70歲，美國橄欖球運動員、教練和廣播員。

### 5日
- 孔達克·莫斯塔克·艾哈邁德，78歲，孟加拉國政治家和孟加拉國總統。
- 惠特·比塞爾，86歲，美國演員[13]
- 約書亞·康普斯頓，25歲，英國藝術策展人[14]
- 赫伯·霍爾，88歲，美國音樂家。
- 加林娜·克拉夫琴科，91歲，蘇聯/俄羅斯女演員。
- 約瑟·聖塔克魯斯·隆多尼奧，52歲，哥倫比亞毒販，被殺。
- 皮塔普拉姆·納格斯瓦拉·拉奧，65歲，印度歌手。
- 弗里茨·胡施克·馮·漢斯坦，85歲，德國賽車手。

### 6日
- 傑克·亞伯，68歲，美國漫畫家
- 西蒙·卡德爾，45歲，英國演員[15]
- 尤蘭迪爾·德·弗雷塔斯，55歲，巴西足球運動員。[16]
- 傑伊男爵道格拉斯，88歲，英國政治家。
- 馬加良斯·平托，86歲，巴西律師、經濟學家、銀行家和政治家。
- 寶拉·溫斯洛，85歲，美國女演員
- 兹德涅克·什克尔兰，82歲，捷克皮划艇運動員和奧運選手。[17]

### 7日
- 平哈斯·梅納希姆·阿爾特，69歲，波蘭哈西德派拉比。
- 雅克·博貝特，76歲，法國電影製片人。
- 威利·福瑞澤，67歲，蘇格蘭足球運動員。[18]
- 斐迪南德·潘克，73歲，德國水球運動員和奧運選手。[19]

### 8日
- 傑克·丘吉爾，89歲，英國陸軍軍官和弓箭大師。
- 比爾·格雷伯，85歲，美國撐桿跳運動員和奧運選手。[20]
- 比爾·尼科爾森，81歲，美國棒球運動員。[21]
- 維爾納·施利希廷，91歲，德國藝術總監。[22]

### 9日
- 羅納德·歐內斯特·艾奇森，74歲，澳大利亞物理學家和電子工程師。
- 阿赫塔爾-烏爾-伊曼，80歲，印度烏爾都語詩人和編劇。
- 穆罕默德·加扎利，78歲，埃及伊斯蘭神職人員和學者。[23]
- 乔治·伯恩斯，100歲，美國喜劇演員和演員[24]
- 梅爾·尤金·柯蒂，98歲，美國歷史學家。[25]
- 伊姆雷·科瓦奇，74歲，匈牙利足球運動員。[26]
- 阿爾貝托·佩萊格里諾，65歲，義大利擊劍運動員。[27]
- 理查·M·鮑爾斯，75歲，美國科幻插畫家。[28]
- 阿爾弗雷多·謝勒，93歲，德國-巴西天主教紅衣主教。[29]
- 奧利·沃爾什，58歲，愛爾蘭投擲手和投擲經理。

### 10日
- 黃春瀚，88歲，越南數學教授、語言學家和歷史學家。[30]
- 羅斯·亨特，75歲，美國影視製片人，演員[31]
- 馬克·德容格，47歲，法國演員[32]
- 布奇·拉斯韋爾，37歲，美國摩托車特技騎手[33]
- 久洛·納吉，71歲，匈牙利足球運動員和經理。

### 11日
- 埃利奧·菲利波·阿克羅卡，72歲，義大利詩人、作家和翻譯家。[34]
- 格蘭維爾·貝農，81歲，威爾士物理學家。
- 保羅·克羅斯利，47歲，英格蘭足球運動員，心臟病發作而死。
- 文斯·愛德華茲，67歲，美國演員[35]
- 路德維希·費勒邁爾，65歲，德國政治家。
- 理查德·G·福爾瑟姆，89歲，美國機械工程師。
- 比利亞娜·約瓦諾維奇，43歲，塞爾維亞作家、和平活動家和女權主義者。
- 雷克斯·E·李，61歲，美國律師，學者和美國副檢察長[36]
- 查爾斯·奧特利，92歲，英國物理學家和電氣工程師。
- 索爾萊夫·奧爾森，74歲，挪威足球運動員。[37]
- 伊萬傑琳·沃爾頓，88歲，美國作家。[38]

### 12日
- 鮑勃·福特，73歲，美國橄欖球運動員。[39]
- 馬特·哈雷爾，89歲，奧地利女演員。[40]
- 奧托·穆勒·詹森，55歲，丹麥演員。
- 艾吉爾·高德納，92歲，丹麥探險家、考古學家、雕塑家和作家。[41]
- 久拉·卡拉萊，85歲，匈牙利政治家。[42]

### 13日
- 徐慶鐘，88歲，臺灣政治家。
- 泰德·費特，85歲，美國作詞家。[43]
- 盧西奧·富爾奇，68歲，意大利電影導演、編劇、製片人、演員[44]
- 桑多爾·蓋勒，70歲，匈牙利足球運動員。
- 皮爾·古德布蘭森，83歲，丹麥電影導演。
- 沙菲·伊南達爾，50 歲，印度演員。
- 克日什托夫·基斯洛夫斯基，54歲，波蘭電影導演兼編劇[45]
- 韋斯頓·拉巴雷，84歲，美國人類學家。
- 瑪賽爾·默西尼爾，75歲，比利時鋼琴演奏家。
- 埃米莉·申克爾，85歲，奧地利印度教皈依者，印度民族主義者Subhas Chandra Bose的合夥人。

### 14日
- 黛維·貝伯，57歲，威爾士橄欖球運動員，廣播員和記者。
- 王洛宾，82歲，中國音樂家，死於癌症。
- 露西爾·H·麥科洛，90歲，美國政治家，死於中風併發症。
- 安德烈亞斯·蒙策爾，31歲，奧地利健美運動員，器官衰竭而死。
- 迪恩·普拉特，37歲，美國橄欖球運動員[46]
- 森斯沃爾德少校，78歲，瑞典作曲家。[47]

### 15日
- 加德·哈克，78歲，愛資哈爾的埃及大伊瑪目，心臟病發作而死。
- 埃德比奇，67歲，美國籃球運動員。[48]
- 海倫·查德威克，42歲，英國雕塑家、攝影師和裝置藝術家[49]
- 哈羅德·庫蘭德，87歲，美國人類學家。[50]
- 羅斯威爾·吉爾派翠克，89歲，美國律師和國防部副部長。[51]
- 郑兴，80歲，柬埔寨政治家。
- 沃爾夫岡·科彭，89歲，德國作家。[52]
- 弗朗西斯·約瑟夫·默里，85歲，美國數學家。[53]
- 羅伯特·皮爾斯，88歲，美國摔跤手和奧運冠軍。[54]
- 奧加·魯奇，100歲，美國音樂家。[55]

### 16日
- 查理·巴內特，41歲，美國演員（邁阿密風雲）和喜劇演員，死於愛滋病相關併發症。
- 雷·克萊恩，77歲，美國政府官員[56]
- 德·福瑟吉爾，75歲，澳大利亞足球運動員和板球運動員。
- 大衛·戈登，51歲，美國經濟學家。[57]
- 埃文·格林，65歲，澳大利亞記者。
- 鄧尼斯·詹寧斯，85歲，英格蘭足球運動員。[58]

### 17日
- 龙庆忠
- 阿尼爾·查特吉，66歲，印度演員。[59]
- 勒内·克莱芒，82歲，法國電影導演和編劇。[60]
- 湯瑪斯·O·恩德斯，64歲，美國外交官。[61]
- 艾莎·瑞斯皮吉，101歲，義大利作曲家。[62]
- 尼爾斯·斯科爾德，74歲，瑞典陸軍中將。
- 特裡·斯塔福德，54歲，美國歌手和詞曲作者，器官功能障礙而死。

### 18日
- 安吉利科·查韋斯，85歲，美國小修道士，牧師，歷史學家，作家，詩人和畫家。[63]
- 奥德修斯·埃里蒂斯，84歲，希臘詩人和藝術評論家[64]
- 杰奎塔·霍克斯，85歲，英國考古學家。[65]
- 恩里克·若爾達，84歲，西班牙裔美國指揮家。[66]
- 瑪麗亞·特蕾莎·佩萊格裡·馬里蒙，88歲，西班牙作曲家。[67]
- 尼尼·馬歇爾，92歲，阿根廷喜劇演員。
- 罗伯特·范德费恩，89歲，荷蘭曲棍球運動員。[68]
- 申容奎，53歲，朝鮮足球運動員。

### 19日
- 弗吉尼亞·亨德森，98歲，美國護士、研究員和作家。[69]
- 陈景润，62歲，中國數學家，死於肺炎。
- 威廉·哈奇森·默里，83歲，蘇格蘭登山家和作家。
- 科林·皮滕德里，77歲，英美時間生物學家。
- 艾倫·里杜特，61歲，英國作曲家、教師。[70]
- 沃爾特·沙利文，78歲，美國科學記者和作家。[71]
- 莉絲·奧斯特加德，71歲，丹麥心理學家和部長。

### 20日
- 克勞德·布爾代，86歲，法國政治家、作家。[72]
- 漢斯·康澤特，80歲，瑞士出版商和政治家。
- 阿爾伯特·甘岑穆勒，91歲，德國政治家。[73]
- 吉姆·彭德爾頓，72歲，美國棒球運動員。[74]

### 21日
- 理查·萊斯利·希爾，95歲，英國公務員和歷史學家。[75]
- 羅伯特·B·莫茨，81歲，美國律師、法學教授和大學行政人員。
- 斯韋雷·瑟斯達爾，95歲，挪威拳擊手。[76]
- 尼古拉·烏申科，71歲，俄羅斯里亞多沃伊和蘇聯英雄

### 22日
- 羅恩·海沃德，78歲，英國政治家。
- 克勞德·莫里亞克，81歲，法國作家。[77]
- 唐·默里，50歲，美國鼓手，死於潰瘍手術后併發症。
- 瓦茨拉夫·內爾希貝爾，76歲，捷克作曲家。[78]
- 羅伯特·F·奧弗邁爾，59歲，美國試飛員和宇航員[79]
- 皮特·惠森南特，66歲，美國棒球運動員。[80]
- 比利·威廉姆森，71歲，美國搖滾音樂家。[81]

### 23日
- 庄育智，71岁，中国物理冶金学家，中国工程院院士。[82]
- 羅德里克·H·大衛森，78歲，美國中東歷史學家。
- 弗朗索瓦·方丹，78歲，法國公務員和作家。[83]
- 瑪吉特·曼斯塔德，93歲，瑞典女演員。
- 彼特·馬丁，76歲，加拿大足球運動員。
- 約瑟夫·丹頓·“傑伊”·米勒，73歲，美國音樂家。[84]
- 雅克·托亞，66歲，法國演員[85]

### 24日
- 洛拉·貝爾特蘭，64歲，墨西哥歌手、演員和電視節目主持人[86]
- 伊迪利奧·切伊，58歲，義大利足球運動員。
- 約翰·郭士納，81歲，美國神學家。[87]
- 艾蒂安·哈伊杜，88歲，法國和匈牙利雕塑家。[88]
- 利亞姆·奧布萊恩，83歲，美國編劇和電視製片人[89]
- 雷·佩珀，90歲，美國棒球運動員。[90]
- 讓-克洛德·皮烏米，55歲，法國足球運動員。
- 傑里·羅伯遜，52歲，美國棒球運動員[91]
- 斯巴達科·謝爾加特，75歲，二戰期間的意大利軍事蛙人。
- 莎拉·托馬森，70歲，瑞典高山滑雪運動員。[92]

### 25日
- 瑪麗·拉文，83歲，愛爾蘭作家。[93]
- 馬文·阿爾伯特，72歲，美國作家。[94]
- 狄奧斯科羅·S·瑞伯，84歲，菲律賓鳥類學家，動物學家和環保主義者。
- 約翰·斯納格，91歲，英國記者，死於食道癌。

### 26日
- 羅伯特·布拉德肖，41歲，美國花樣滑冰運動員。
- 威廉·哈羅德·柯林斯，74歲，美國橄欖球運動員。
- 約瑟夫·卡林格，60歲，美國連環殺手[95]
- 埃德蒙·马斯基，81歲，美國政治家、政治領袖、美國國務卿[96]
- 大衛·普克德，83歲，美國電氣工程師[97]
- 凱特·斯特羅貝爾，88歲，德國政治家。[98]
- 埃爾默·沃德，83歲，美國橄欖球運動員。[99]

### 27日
- 肖恩·布朗，79歲，愛爾蘭政治家。
- 鮑勃·錢伯斯，90歲，加拿大藝術家。
- 伊格納斯·科瓦爾奇克，82歲，法國足球運動員。
- 安德烈·勒菲弗尔，50歲，比利時翻譯家、語言學家，死於白血病。
- 塞繆爾·舍恩鮑姆，69歲，美國莎士比亞傳記作家和學者[100]
- 查理·蒂蒙斯，79歲，美國橄欖球運動員。[101]

### 28日
- 漢斯·布魯門伯格，75歲，德國哲學家和思想史學家。[102]
- 彼得·東布羅夫斯基斯，51歲，澳大利亞攝影師[103]
- 伊迪絲·福克，82歲，加拿大民俗學家。[104]
- 金丸信，81歲，日本政治家[105]
- 芭芭拉·麥克萊恩，92歲，美國電影剪輯師。
- 齊格弗裡德·邁恩哈特，90歲，南非演員。
- 唐·羅斯，81歲，美國棒球運動員。[106]

### 29日
- 弗蘭克·丹尼爾，69歲，捷克導演、編劇和大學教育家[107]
- 比爾·高茲沃西，51歲，加拿大冰球運動員[108]
- 伊萬·卡利塔，69歲，蘇聯/俄羅斯馬術運動員和奧運冠軍。[109]
- 胡安·內格隆，66歲，波多黎各美國陸軍士兵，榮譽勳章獲得者。
- 戈登·帕斯克，67歲，英國心理學家。
- 赫爾穆特·馮·博克爾伯格，84歲，德國政治家和稅務顧問。

### 30日
- 張富
- 弗雷德里克·米勒，84歲，英國兒科醫生。
- 理查·克雷斯，71歲，德國足球運動員。[110]
- 齋藤了英，79歲，日本商人。
- 比約恩·史提勒，84歲，丹麥自行車賽車手和奧運選手。[111]

### 31日
- 達里奧·貝萊扎，51歲，義大利詩人、作家和劇作家[112]
- 尼诺·博尔萨里，84歲，義大利自行車運動員。[113]
- 但丁·賈科薩，91歲，義大利汽車設計師和工程師。[114]
- 迪莉婭·馬加尼亞，93歲，墨西哥女演員、舞蹈家和歌手，死於肺炎。
- 傑弗里·李·皮爾斯，37歲，美國歌手、詞曲作者、吉他手和作家[115]

### 日期不詳
- 陈佑甫